# Llindes conservades de la casa al carrer Sant Pere, 11 (Mieres)
Les Llindes conservades de la casa al carrer Sant Pere, 11 és una obra de Mieres (Garrotxa) protegida com a Bé Cultural d'Interès Local.

## Descripció
Casa de planta rectangular i teulat a dues aigües amb els vessants vers les façanes laterals. Es pot observar que ha estat objecte de moltes ampliacions i remodelacions. Disposa de baixos, amb dues portes d'ingrés, pis (amb finestres de pedra molt ben tallada i segon pis amb obertures rectangulars molt senzilles. Aquesta casa núm.-11 es troba actualment semi abandonada i el seu estat general és lamentable. Fou bastida amb pedra del país poc treballada llevat dels carreus cantoners i dels emprats per nombroses de les obertures. Cal destacar les tres llindes existents a la façana de llevant: "AVE MARIA ASNBEEIABO", "EJ P PA BASIX", "1590".